# NXT Halloween Havoc (2024)
Halloween Havoc (2024) – siedemnasta gala wrestlingu w chronologii cyklu Halloween Havoc i piąta coroczna wyprodukowana przez federację WWE dla zawodników z brandu NXT. Odbyła się 27 października 2024 w Giant Center w Hershey w stanie Pensylwania. Było to pierwsze wydarzenie NXT, na którym pojawiło się logo WWE.
Na gali odbyło się pięć walk. W walce wieczoru, Trick Williams pokonał Ethana Page’a w Spin the Wheel, Make the Deal: Devil’s Playground matchu broniąc NXT Championship. W innych ważnych walkach, Giulia i Stephanie Vaquer pokonały Roxanne Perez i Corę Jade w tag team matchu oraz w pierwszej walce w karcie, Tony D’Angelo pokonał Oba Femiego w Spin the Wheel, Make the Deal: Tables, Ladders and Scares matchu broniąc NXT North American Championship.

## Produkcja

### Tło
Halloween Havoc to gala wrestlingu, obecnie produkowana przez WWE. Jak sama nazwa wskazuje, jest to pokaz o tematyce Halloween, odbywający się w październiku. Pierwotnie był produkowany jako coroczne wydarzenie pay-per-view (PPV) przez World Championship Wrestling (WCW) od 1989 do 2000 roku, kiedy WWE kupiło WCW w 2001 roku. Wydarzenie z 2000 roku było ostatnim Halloween Havoc, dopóki WWE nie ożywiło pokazu jako corocznego wydarzenia dla swojej rozwojowego brandu NXT w 2020 roku. Wydarzenia w latach 2020, 2021 i 2023 odbyły się jako specjalne programy telewizyjne programu NXT w USA Network, ale w 2022 roku było to wydarzenie transmitowane na żywo. Edycja z 2023 roku również trwała dwie noce.
15 lipca 2024 roku ogłoszono, że NXT Halloween Havoc powróci jako jednodniowe wydarzenie transmitowane na żywo. Piąte coroczne NXT Halloween Havoc i 17. Halloween Havoc w ogóle ma się odbyć 27 października 2024 roku w Giant Center w Hershey w stanie Pensylwania, co oznacza pierwsze NXT Halloween Havoc, które odbędzie się poza główną bazą marki, WWE Performance Center w Orlando w stanie Floryda. Będzie emitowana w serwisach transmisji na żywo Peacock w Stanach Zjednoczonych i WWE Network na większości rynków międzynarodowych.

### Rywalizacje
NXT Halloween Havoc oferowało walki profesjonalnego wrestlingu z udziałem wrestlerów należących do brandu NXT. Wyreżyserowane rywalizacje (storyline’y) były kreowane podczas cotygodniowych gal NXT i uzupełniający program transmisji strumieniowej online Level Up. Wrestlerzy są przedstawieni jako heele (negatywni, źli zawodnicy i najczęściej wrogowie publiki) i face’owie (pozytywni, dobrzy i najczęściej ulubieńcy publiki), którzy rywalizują pomiędzy sobą w seriach walk mających budować napięcie. Kulminacją rywalizacji jest walka wrestlerska lub ich seria.

#### Debiut Delty
Podczas premierowego odcinka NXT w The CW 1 października 2024 roku, wyemitowano scenkę z niezidentyfikowanym wrestlerem zbliżającym się do znaku drogowego z numerami „10” i „27”. Kilku obserwatorów zinterpretowało scenkę jako wskazówkę, że australijska wrestlerka Delta zadebiutuje na Halloween Havoc. W kolejnym odcinku NXT z 22 października wyemitowano krótką informację, że wspomniana wrestlerka będzie występować w NXT pod pseudonimem Zaria; pod koniec odcinka pojawiła się osobiście.

#### Pojedynek o NXT Championship
Na Heatwave, Ethan Page pokonał Tricka Williamsa, zdobywając NXT Championship w fatal 4-way matchu, w którym uczestniczył również Je’Von Evans, którego Page przypiął. Williams przysiągł odzyskać mistrzostwo od Page’a, co uczynił w premierowym odcinku NXT CW 1 października, a CM Punk z Raw był sędzią specjalnym. Tydzień później Williams świętował swoje zwycięstwo, ale przerwał mu Wes Lee, który oświadczył, że odbierze tytuł Williamsowi. Później tej samej nocy Page obwinił Punka o utratę tytułu i zażądał rewanżu. Pod koniec programu, Generalna Menadżerka NXT, Ava, ogłosiła, że Lee, Page i Evans, którego Ava dodała do walki po tym, jak była pod wrażeniem jego występu przeciwko Randy’emu Ortonowi ze SmackDown, zmierzą się w triple threat matchu w następnym tygodniu, w którym zwycięzca rzuci wyzwanie Williamsowi o tytuł na Halloween Havoc, który wygrał Page. Po walce Page zakręcił kołem Spin the Wheel, Make the Deal, co doprowadziło do Devil’s Playground matchu, który stał się oficjalnym na Halloween Havoc.

#### Pojedynek o NXT North American Championship
Na odcinku NXT z 8 października, Tony D’Angelo pokonał Oba Femiego, zdobywając NXT North American Championship, kończąc panowanie Femiego po rekordowych 273 dniach. Tydzień później D’Angelo świętował zwycięstwo, zanim Femi mu przerwał. Femi ogłosił, że rewanż odbędzie się na Halloween Havoc, aczkolwiek z dwoma warunkami: The D’Angelo Family (Adriana Rizzo, Channing „Stacks” Lorenzo i Luca Crusifino nie będzie mogła wejść na ringside, a po tym, jak Femi zakręcił kołem Spin the Wheel, Make the Deal, walka zostanie rozegrana jako Tables, Ladders and Scares match. 22 października Generalna Menadżerka NXT, Ava, ogłosiła, że o wyniku walki zdecyduje wyłącznie przypięcie przeciwników do podłoża, a jako broni można będzie używać stołów, drabin i krzeseł.

#### Roxanne Perez i Cora Jade vs. Giulia i Stephanie Vaquer
W premierowym odcinku NXT CW 1 października Roxanne Perez pokonała Giulię, broniąc NXT Women’s Championship. W ostatnich momentach Perez próbowała użyć pasa mistrzowskiego, aby uderzyć nim Giulię, ale zakapturzony osobnik zaatakował Giulię, co kosztowało ją walkę. Po walce okazało się, że zakapturzony osobnik to powracająca Cora Jade. W następnym tygodniu Jade wyjaśniła, dlaczego zaatakowała Giulię, czując, że fani zapomnieli o niej, gdy dochodziła do siebie po kontuzji więzadła krzyżowego przedniego, i że ona i Perez pracują nad naprawą swojej przyjaźni. Giulia pojawiła się, choć z byłą rywalką Stephanie Vaquer u boku, gdy pomiędzy czterema kobietami wybuchła bójka. Tydzień później Vaquer pokonała Wren Sinclair w swoim debiutanckiej walce w WWE, ale Jade i Perez zaatakowały ją z zasadzki, zanim Giulia stanęła w jej obronie. Później ogłoszono, że Jade i Perez zmierzą się z Giulią i Vaquer w tag team matchu na Halloween Havoc.

#### Ridge Holland vs. Andre Chase
Na odcinku NXT z 18 czerwca Ridge Holland został przyjęty jako oficjalny członek Chase University pomimo początkowego sprzeciwu ze strony Rileya Osborne’a i Duke’a Hudsona. Na odcinku NXT z 13 sierpnia Holland i Andre Chase pokonali Nathana Frazera i Axioma, zdobywając NXT Tag Team Championship, ale stracili tytuły z powrotem na ich rzecz 19 dni później na No Mercy. Po walce Holland zaciekle zaatakował Chase’a, odchodząc od Chase U i wracając do heela. Chase’a wyniesiono następnie z areny na noszach i zabrano karetką do lokalnego szpitala. Po swojej dezercji Hudson przysiągł pomścić Chase U. Na odcinku NXT z 10 września Holland pokonał Hudsona i powalił go barykadą po walce. 15 października na odcinku NXT Chase powrócił, aby uratować Osborne’a przed Hollandem po ich walce. W kolejnym tygodniu Chase wyzwał Hollanda na Ambulance match na Halloween Havoc, która został oficjalnie ogłoszony.

#### Pojedynek o NXT Women’s North American Championship
Od września Fatal Influence (Jacy Jayne, Fallon Henley i Jazmyn Nyx) toczyły spór z NXT Women’s North American Championką Kelani Jordan, celując w tytuł. Na odcinku NXT z 22 października ogłoszono, że Jordan będzie bronić mistrzostwa na Halloween Havoc przeciwko jednej członkini Fatal Influence; jednak nie będzie wiedziała, z którą członkinią aż do gali. Później tej nocy, Jordan uniemożliwiła Nyx ingerowanie w walkę Jayne i Henley przeciwko Giulii i Stephanie Vaquer, którą ostatecznie przegrały. Po walce Jayne zakręciła kołem Spin the Wheel, Make the Deal, lądując na Spinner’s Choice, pozwalając Fatal Influence wybrać stypulację walki na Halloween Havoc, a one wybrały Gauntlet match.

## Wyniki walk
| Nr                                 | Wyniki                                                                       | Stypulacje | Czas  |
| ---------------------------------- | ---------------------------------------------------------------------------- | --- | ----- |
| 1                                  | Tony D’Angelo (c) pokonał Oba Femiego poprzez pinfall                        | Spin the Wheel, Make the Deal: Tables, Ladders and Scares match o NXT North American Championship Walkę można było wygrać tylko poprzez przypięcie lub poddanie.                                                       | 15:20 |
| 2                                  | Giulia i Stephanie Vaquer pokonały Roxanne Perez i Corę Jade poprzez pinfall | Tag team match | 14:15 |
| 3                                  | Ridge Holland pokonał Andre Chase’a                                          | Ambulance match | 14:30 |
| 4                                  | Fallon Henley pokonała Kelani Jordan (c) poprzez pinfall                     | Spin the Wheel, Make the Deal: Spinner’s Choice match o NXT Women’s North American Championship Fatal Influence (Jacy Jayne, Jazmyn Nyx i Fallon Henley) wybrały Gauntlet match, w którym wszystkie trzy brały udział. | 14:15 |
| 5                                  | Trick Williams (c) pokonał Ethana Page’a poprzez pinfall                     | Spin the Wheel, Make the Deal: Devil’s Playground match o NXT Championship | 18:00 |
| (c) – mistrz/mistrzyni przed walką |                                                                              | |       |